# Студеникин, Александр Иванович
Алекса́ндр Ива́нович Студени́кин (род. 20 марта 1957) — российский физик-теоретик, профессор МГУ имени Ломоносова.

## Биография
Александр Иванович Студеникин родился 20 марта 1957 года.
В 1979 году вступил в КПСС.
Окончил физический факультет МГУ (1980). Кандидат физико-математических наук (1983), тема кандидатской диссертации: «Электрослабые взаимодействия во внешних электромагнитных полях». Доктор физико-математических наук (1992), тема докторской диссертации: «Внешние электромагнитные поля в единых квантовополевых теориях взаимодействия элементарных частиц». Профессор кафедры теоретической физики физического факультета (2000). Заместитель декана физического факультета МГУ по международным отношениям (с мая 2011 года).
Организатор и председатель оргкомитета серии Международных Ломоносовских конференций по физике элементарных частиц (с 1989 года) и Международных симпозиумов по проблемам интеллигенции (с 1995 года).

## Научная деятельность

### Область научных интересов
Физика нейтрино, проблемы взаимодействия элементарных частиц во внешних электромагнитных полях, астрофизика элементарных частиц.